# 테리 콘

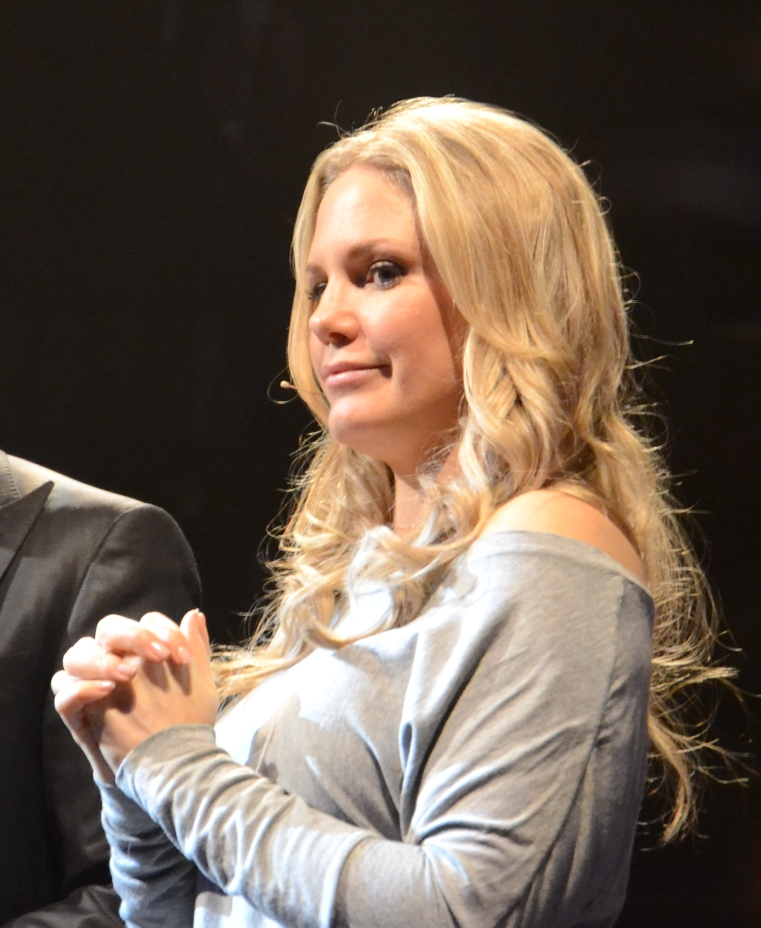

테리 콘(Terri Conn, 1975년 1월 28일 ~ )은 미국의 배우, 영화배우, 텔레비전 배우이다.
블루밍턴에서 태어났다.

## 방송
- One Life to Live
- 애즈 더 월드 턴즈

## 영화
- 플레이 더 플루트 (2019년)
- 아이머더스 (2008년) - 산드라 윌슨 역
- 애즈 더 월드 턴즈 (1956년)